# Ульрих Вількен
Ульрих Вількен (нім. Ulrich Wilcken, 18 грудня 1862, Щецин, — 10 грудня 1944, Баден-Баден) — німецький історик античності, один з основоположників грецької папірології.

## Біографія
Ульрих Вількен був учнем Теодора Моммзена. З 1889 року — професор, в Берлінському університеті — з 1917 по 1931 роки.
Видавав, перекладав, систематизував і досліджував грецькі папіруси і черепки-остракони. На їх основі він створив низку досліджень з історії, соціально-економічної, політичної і культурного життя греко-римського, а також візантійського та арабського Єгипту. Модернізував античну історію, ідеалізував Александра Македонського.
Засновник та беззмінний редактор міжнародного наукового журналу «Archiv für Papyrusforschung und verwandte Gebiete».

## Основні праці
- Observationes ad historiam Aegypti provinciae Romanae depromptae e papyris Graecis Berolinensibus ineditis. Haack, Berlin 1885.
- Griechische Ostraka aus Aegypten und Nubien. Ein Beitrag zur antiken Wirtschaftsgeschichte. 2 Bände. Giesecke & Devrient, Leipzig 1899. Nachdruck Hakkert, Amsterdam 1970.
- Grundzüge und Chrestomathie der Papyruskunde. Band 1: Historischer Teil (in zwei Hälften). Leipzig 1912. (Band 2: Juristischer Teil von Ludwig Mitteis.)
- Griechische Geschichte im Rahmen der Altertumsgeschichte. Oldenbourg, München 1924; 9. Aufl. 1962 (durchgesehen von Günther Klaffenbach).
- Urkunden der Ptolemäerzeit (ältere Funde). 2 Bände. de Gruyter, Berlin 1927, Nachdruck 1977, ISBN 3-11-005711-5.
- Alexander der Große. Quelle & Meyer, Leipzig 1931.